# SNX1
SNX1‏ (Sorting nexin 1) هوَ بروتين يُشَفر بواسطة جين SNX1 في الإنسان.